# 천소윤
천소윤(1999년 4월 30일 ~ )은 대한민국의 여성 치어리더이다.